# Coryanthes maduroana
Coryanthes maduroana là một loài thực vật có hoa trong họ Lan. Loài này được G.Gerlach mô tả khoa học đầu tiên năm 2004.